# Harrison Afful
Harrison Afful (Kumasi, 24 juni 1986) is een Ghanese betaald voetballer die bij voorkeur als verdediger speelt. Hij tekende in juli 2015 een contract bij Columbus Crew. Eerder kwam hij uit voor Feyenoord Fetteh, Asante Kotoko en ES Tunis. Verder liep hij in de zomer van 2008 stage bij Feyenoord. Hier wist hij geen contract af te dwingen.
Afful werd begin 2008 voor het eerst opgeroepen voor het Ghanese nationale voetbalelftal. Hij werd meteen opgenomen in de selectie voor de Africa Cup 2008. Op 9 februari 2008 maakte hij zijn debuut voor Ghana, in een interland tegen Ivoorkust.

## Erelijst
Asante Kotoko
- Ghanees landskampioen

2008
 Espérance Sportive de Tunis
- Tunesisch landskampioen

2010, 2011, 2012, 2014
- Beker van Tunesië

2011
- CAF Champions League

2011
 Columbus Crew
- MLS Cup

2020
- Campeones Cup

2021
1 Kwarasey ·
2 Opare ·
3 Gyan ·
4 Mensah ·
5 Sumaila ·
6 Muntari ·
7 Atsu ·
8 Essien ·
9 Boateng ·
10 A. Ayew ·
11 J. Ayew ·
12 Waris ·
13 Boye ·
14 Asamoah ·
15 Adomah ·
16 Badu ·
17 Mubarak ·
18 Acquah ·
19 Rabiu ·
20 Afful ·
21 Inkoom ·
22 Adams ·
23 Dauda ·
Coach: Appiah